# Patinatge de velocitat als Jocs Olímpics d'hivern de 1932
Als Jocs Olímpics d'Hivern de 1932 celebrats a la ciutat de Lake Placid (Estats Units d'Amèrica) es disputaren quatre proves de patinatge de velocitat sobre gel en categoria masculina. Per primera vegada s'introduïren tres proves en categoria femenina com a esport de demostració.
Les proves masculines es realitzaren entre els dies 4 i 8 de febrer, i les proves femenines entre els dies 8 i 10 de febrer de 1932 a l'Estadi Olímpic de Lake Placid.

## Format de la competició
A diferència dels anteriors Jocs en aquesta edició la sortida dels patinadors en cada prova es feu de manera massiva (tots alhora), un format al qual els patinadors europeus no estaven acostumats i motiu pel qual sembla que tan sols dues de les dotze medalles atorgades anaren a mans de patinadors del vell continent.

## Comitès participants
Hi participaren un total de 31 patinadors de 6 comitès nacionals diferents. En la competició femenina, que fou de demostració, participaren 10 patinadores, cinc del Canadà i cinc més dels Estats Units.
| - Canadà (7) - Estats Units (12) - Finlàndia (1) |  | - Japó (4) - Noruega (6) - Suècia (1) |

## Resum de medalles

### Categoria masculina
| Prova             | Or            | Argent          | Bronze         |
| 500 m. Detalls    | Jack Shea     | Bernt Evensen   | Alexander Hurd |
| 1.500 m. Detalls  | Jack Shea     | Alexander Hurd  | Willy Logan    |
| 5.000 m. Detalls  | Irving Jaffee | Eddie Murphy    | Willy Logan    |
| 10.000 m. Detalls | Irving Jaffee | Ivar Ballangrud | Frank Stack    |

### Categoria femenina
| Prova            | Or               | Argent           | Bronze         |
| 500 m. Detalls   | Jean Wilson      | Elizabeth Dubois | Kit Klein      |
| 1.000 m. Detalls | Elizabeth Dubois | Hattie Donaldson | Dorothy Franey |
| 1.500 m. Detalls | Kit Klein        | Jean Wilson      | Helen Bina     |

## Medaller
| Posició | País         | Or | Argent | Bronze | Total |
| 1       | Estats Units | 4  | 1      | 0      | 5     |
| 2       | Noruega      | 0  | 2      | 0      | 2     |
| 3       | Canadà       | 0  | 1      | 4      | 5     |
|         |              |    |        |        |       |
| Total   | Total        | 4  | 4      | 4      | 12    |